# Aram

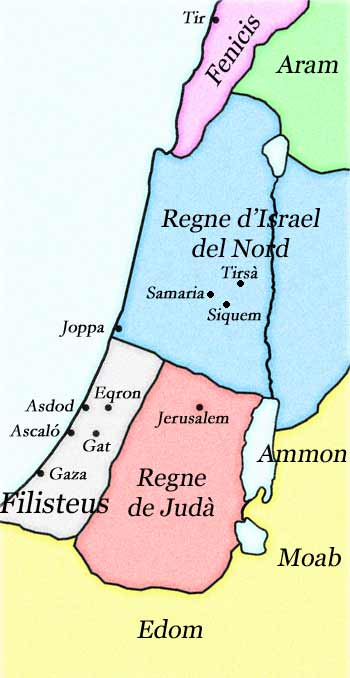
Mappa dei regni intorno a Israele intorno al IX secolo a.C.: in alto a destra è posizionato l'Aram

Aram (dall'ebraico ārām, "altura") era una regione storica menzionata dalla Bibbia, corrispondente all'altura posta tra il Tigri e l'Eufrate, a settentrione.
Il centro più importante era Harran (Carre), rilevante snodo carovaniero.